# Freaky Tales (EP)
Freaky Tales è un EP del gruppo musicale statunitense Insane Clown Posse, pubblicato il 14 agosto 2012.

## Tracce
1. Freaky Tales – 60:15
2. Untitled (outtakes) – 2:50